# NRJ (Belgique)
Pour les autres stations de NRJ dans le monde, voir NRJ International.
 (mai 2016).
Si vous disposez d'ouvrages ou d'articles de référence ou si vous connaissez des sites web de qualité traitant du thème abordé ici, merci de compléter l'article en donnant les références utiles à sa vérifiabilité et en les liant à la section « Notes et références ».
NRJ (Belgique) , que l'on nomme aussi NRJ Belgique, est une station de radio privée en Belgique, créée le 27 juin 1994. Elle appartient à NRJ International, groupe audiovisuel français dirigé par Jean-Paul Baudecroux et ayant son siège à Paris. Elle est destinée à un public jeune et jeune adulte dont le cœur de cible est composé de personnes âgées de 12 à 34 ans. NRJ Belgique, c’est 339.273 auditeurs quotidiens pour une PDM de 6.4%. Elle a fait intervenir tour à tour les animateurs Michaël Espinho, Guillaume Pley, Sébastien Cauet, Olivier Duroy, Marco Leulier et depuis septembre 2020 : Julie Taton

## Historique

### 1988: Programme NRJ en Belgique
La première station NRJ fut créée par la famille Georges à Liège en 1988.
Cette famille liégeoise, fan de la station française, obtint l’autorisation de retransmettre le programme français sur sa fréquence. Pierre Bail, animateur belge, prend l’antenne tous les jours de 6h00 à 19h00. L’aventure durera quelques années (jusqu’en 1991) avec succès mais un problème de fréquence eut raison de la station liégeoise. Cette fréquence n’a d’ailleurs pas pu être récupérée par le groupe NRJ France au moment du lancement de Chérie FM en Belgique.

### 1990: Naissance de Chérie FM
La société Propublic fait faillite en 1990 et est rachetée par le groupe NRJ France. Chérie FM voit le jour en octobre 1990 sur la base de l’ancien réseau SIS à Bruxelles, Liège et Charleroi. Au départ, NRJ France est actionnaire à 100 % mais Chérie FM sera très vite ouverte à des capitaux belges. En septembre 1991, Chérie FM installe un nouvel émetteur à Namur, qui, dans un premier temps, ne fonctionne que comme relais de la station bruxelloise. L’ambition de Chérie FM est de couvrir l’ensemble de la Communauté française avec des stations à part entière, et pas seulement  avec des émetteurs relatifs.
À la fin des années 1990, une série de tables rondes se tient en Communauté française de Belgique. Les acteurs en sont les radios privées et publiques, les fédérations de radios locales, les associations d’éditeurs de presse, les régies publicitaires et le CSA. Les enjeux sont multiples et il en ressort un accord inter-radios : la RTBF radio reçoit le feu vert pour diffuser de la publicité commerciale et un fonds de soutien à la création radiophonique est institué. En contrepartie, les radios privées acquièrent enfin un certain confort d’écoute : puissance de diffusion, stéréo et mise en réseaux.
En 1993 ont lieu les Carrefours de l’Audiovisuel, initié par le ministre Elio Di Rupo. L’objectif du Ministre est d’écouter les professionnels de l’audiovisuel, mais aussi les publicitaires et les consommateurs, afin de procéder à une analyse globale de la situation.
Le Carrefour Radio est composé de 10 personnes. Quatre d’entre elles représentent des stations qui dépendent de la régie IPB (Bel RTL, Radio Contact et Nostalgie). Deux autres membres représentent des radios qui diffusent le programme FUN. La commission est présidée par Jean-Charles De Keyser, administrateur délégué de la CLT (le groupe d’Albert Frère actionnaire de Bel RTL, Fun Radio et, à moindre échelle, Radio Contact). Les discussions débouchent déjà sur la possibilité d’instaurer 4 grands réseaux communautaires.
Chérie FM, qui avait demandé à être représentée, n’a pas voix au chapitre. Elle réalise pourtant, entre 6 et 20 heures, l’ensemble de ses programmes en Belgique et emploie, directement ou indirectement, 50 personnes dont plus de 35 % sont des salariés.

### 1994: Naissance puis développement d'NRJ Belgique
NRJ Belgique voit le jour le 27 juin 1994 dans un studio situé rue Capitaine Crespel à Bruxelles. Ce matin-là, à 6h, Jean-Michel Zecca, Socha alias Sophie-Charlotte Cauuet et Luc Maton annoncent en direct que Chérie FM devient officiellement NRJ Belgique. L’équipe d’animation de Chérie FM est reconduite sous ce nouveau format. En tout, une vingtaine d’employés, belges, composent alors l’équipe de la station.
Ce changement de format se fait du jour au lendemain, sur une quinzaine de stations en Communauté française de Belgique. L’accent est mis d’emblée sur la production et la diffusion d’un programme belge spécialement destiné à la Communauté française de Belgique.
NRJ choisit des partenaires locaux pour s’implanter en Belgique : à cette époque, Déficom et IPM détiennent 51 % du capital de NRJ Belgique (répartis en 55 % pour le premier et 45 % pour le second) contre 49 % pour NRJ France.
Depuis sa création, NRJ Belgique choisit comme régie publicitaire la RMB, filiale du service public.
Fin 2005, NRJ Belgique et la société Transatel lancent une nouvelle offre téléphonie mobile belge. Cette nouvelle offre sera lancée sous la marque NRJ Mobile et ciblera la population des 12-24 ans de la Belgique francophone.

### 2006: NRJ Belgique bien implantée dans le paysage radiophonique
En mars 2006, NRJ Belgique est élue pour la deuxième année consécutive marque préférée des francophones à l’occasion de la Compétition des Marques organisée par LDV United, These Days, Made4IT et MSN[pertinence contestée].
En juin 2008, NRJ Belgique est reconnue comme un réseau communautaire après l'appel d'offres du plan de fréquences 2008.
Le 26 avril 2010, NRJ Belgique organise la première cérémonie sur le meilleur du pire des médias et peoples belges. La cérémonie est organisée par Cyril, Isa et Dan Gagnon dans un cinéma à Bruxelles.
À partir du 8 septembre 2012, l'offre NRJ s’accroît, avec la possibilité de retrouver le « HIT NRJ » en télé sur La Deux tous les samedis vers 19h40. La deuxième saison de l'émission a débuté le 7 septembre 2013 à 18h.

### 2018: Création de NRJ Vlaanderen, la petite sœur de Radio Belgique
En septembre 2018 est créée NRJ Vlaanderen, une nouvelle radio du paysage radiophonique belge qui vise les jeunes actifs des grandes villes flamandes. Cette radio s'exprime en néerlandais alors que NRJ Belgique est destinée à être reçue par la communauté francophone de la région wallonne. SBS Media Belgium en est propriétaire, sous la forme d'un montage de 50 % de SBS Belgium (connue des chaînes de télévision VIER et VIJF) et de 50 % de Mediahuis (connue des journaux Het Nieuwsblad et De Standaard). Ici, contrairement à la version wallonne, SBS Media Belgium a pris une licence avec la marque NRJ mais choisira elle-même la programmation de la station de radio.

## Identité de la station

### Logos

Logo de NRJ Belgique de 1994 à 2005
Logo de NRJ Belgique de 2005 à 2008
Logo de NRJ Belgique de 2008 à mars 2014
Logo de NRJ Belgique depuis mars 2014

### Slogans
- Hit Music Only[8] !
- Hit Music Station !
- Radio Number One
- Hit Number one
- NRJ Belgique leader sur les moins 30 ans ! (juin 2008 - juillet 2008)
- Avec un million cent mille auditeurs, NRJ Belgique leader sur les moins 30 ans. (juin 2008 - juillet 2008)
- Le Top Horaire: Radio Number One, The Beat Of Belgium NRJ. (août 2009|fin août 2009)

## Collaborateurs de la station

### Équipes dirigeantes
Le 1er février 2002, Éric Adelbrecht arrive à la direction générale de NRJ, succédant à Pieter Larmuseau qui a décidé de réorienter sa carrière. En mai 2006, Bruno Van Sieleghem devient le nouveau directeur général, succédant à Eric Adelbrecht qui est parti prendre en charge la direction opérationnelle de Radio Contact.
En août 2006, Pascal Degrez devient Directeur des Programmes d'NRJ, succédant ainsi à Jean-Loup Masquelier, qui occupait la fonction depuis août 2005. En janvier 2009, Stéphane Gilbert devient le nouveau directeur d’antenne d’NRJ et la gestion de la programmation musicale de NRJ est confiée à Vincent Verbelen, jusque-là simple coordinateur technique. Stéphane Gilbert continuera en outre à animer la tranche 09h00-12h00 encore une saison. En 2016, Stéphane Gilbert quitte NRJ Belgique pour rejoindre Radio Contact.
Le 5 juillet 2016, Nicolas Fadeur devient Directeur des Programmes d'NRJ et Brand Manager, succédant ainsi à Stéphane Gilbert. La programmation musicale est confiée à Nicolas Fadeur et Khalid Boussouf.
En juin 2022, Kim Beyns prend la direction générale de NRJ et de NGroup qui comprend les marques NRJ, NRJ+, Nostalgie, Nostalgie+ et Chérie.

### Animateurs et animatrices

#### Années 1990
- En 1997, Fabrice Browers fait son arrivée sur NRJ en Belgique[11].
- En 1999, Olivier Arnould intègre l'équipe de la radio[12].
- En 1999, Fabrice Browers quitte la radio pour se diriger vers Bel RTL[11].

#### Années 2000

##### 2001
- Olivier Arnould quitte NRJ pour se diriger vers Radio Contact[13].

##### 2007
- Marco Leulier fait son arrivée sur l'antenne de la radio[14].
- Julie Van H remporte le concours "NRJ School"[15].

##### 2008
- Déborah Grunwald rejoint l'équipe de NRJ. Elle officiait auparavant sur Fun Radio[16].
- Guillaume Pley rejoint NRJ Belgique pour y animer une émission de libre antenne[16].
- Laure du "6-9"  quitte NRJ Belgique pour Nostalgie Belgique.

##### 2009
- Déborah Grunwald quitte NRJ Belgique.
- Guillaume Pley quitte la radio pour se diriger vers Fun Radio[17].

##### 2010
- En août 2010, Sébastien Cauet arrive sur NRJ en France[18]. Son émission est également retransmise en Belgique[19].

##### 2011
- Olivier Duroy arrive sur l'antenne de NRJ pour animer la matinale de la radio[20].
- Guillaume Pley fait son retour sur NRJ en France[21]. Son émission est retransmise en Belgique.

##### 2013
- Julie Van H quitte la radio et rejoint la radio Pure[15].

##### 2014
- Tanguy remporte le casting des animateurs[22].

##### 2016
- Bérénice intègre l'équipe de la matinale "Le Réveil Duroy". Elle faisait jusqu'ici partie de l'équipe de "C'Cauet" sur NRJ en France[23].
- Anthony Cujas et Florian remportent le casting des animateurs[24].

##### 2017
- En février 2017, Lavinia remporte le casting des animateurs[25].
- Sébastien Cauet quitte NRJ en France pour Virgin Radio[26].
- En août 2017, Amélie Zucca rejoint l'équipe de la matinale "Le Réveil Duroy"[27].

##### 2018
- En avril 2018, Guillaume Pley quitte NRJ en France[28]. Son émission n'est plus relayée en Belgique.
- Le 29 juin 2018, Olivier Duroy quitte la matinale de NRJ Belgique après sept années d'animation pour se diriger vers VivaCité[29].
- Le 29 juin 2018, Amélie Zucca quitte NRJ et rejoint la radio Pure[30].
- Kevin Berben quitte la radio et rejoint Radio Contact[31].
- Anthony Cujas quitte la radio et rejoint Chérie FM en Belgique[32].
- Le 27 août 2018, Vinz Kanté arrive sur la radio pour y présenter une émission de libre antenne[33].

##### 2019
- En août 2019, Vinz Kanté quitte la radio[34] et se dirige vers la radio Tarmac[35].
- Olivier Duroy fait son retour et anime "Les Fous Duroy"[36].
- Audrey arrive sur l'antenne pour animer "Les Fous Duroy". Elle était jusqu'ici animatrice sur VivaCité[36].
- Shalimar Debru fait son arrivée pour co-animer "Le Wake Up Show". Elle était jusqu'ici animatrice sur la radio Mint[37].

#### Années 2020
- En janvier 2020, David Kauffman fait son arrivée sur la station en janvier 2020 pour y animer « Captain Kauffman »[38].
- En septembre 2020, Julie Taton prend le contrôle de la matinale d'NRJ pour animer le Wake Up Show avec Shalimar, JerM et Tanguy[réf. souhaitée].
- En septembre 2020, Cauet est diffusé sur NRJ Belgique entre 15h et 20h avec Dylan, animateur de l'émission et réalisateur depuis Bruxelles[réf. souhaitée]. puis Mike le remplacent quelque temps après la rentrée 2021. Jadoul le remplacera à la rentrée 2022.
- En juin 2022, Olivier Duroy quitte NRJ et arrête "les fous du soir" pour rejoindre Nostalgie Belgique
- En août 2022, après 5 saisons sur la station, Lavinia quitte NRJ pour rejoindre l’équipe de Radio Contact dès la rentrée.
- le 29 août 2022, Mike débarque en soirée avec "Mike sur NRJ" de 19h à 22h.

## Programmation

### Saison 2006-2007

Logo de "L'Émission Sans Interdit".

En 2006, "L'Émission Sans Interdit" fait son retour sur NRJ en Belgique avec Mikl, Toph et Jack.

### Saison 2008-2009

Logo de l'émission "Les Grandes Gueules"

En 2008, "L'Émission Sans Interdit", est supprimée de la grille de NRJ en Belgique. L'émission a été remplacée par "Radio Libre ", un programme de libre antenne présenté par Guillaume Pley. Une pétition a été engagée pour que l'émission subsiste. Mais le 25 août 2008, les auditeurs apprennent que la décision est maintenue. Des nouvelles émissions font leur apparition : "Les Grandes Gueules" avec Guillaume Pley[source insuffisante], "Voyance" avec Marco et "Paroles d'Ados" présentée par Walid.

### Saison 2009-2010

Logo de l'émission "Le 6/9" de 2009 à 2011

Le 6/9 est confié à Cyril et Isa. Walid, Julie et Mister K animent désormais "Le Rézo" de 20h à minuit. Un nouveau classement de musique a fait son apparition à l'antenne : "Le Hit iTunes", diffusé le dimanche, correspondant au classement des titres les plus téléchargés sur iTunes. À partir du deuxième trimestre 2010, Michaël Espinho est de retour sur NRJ Belgique pour "Mikl Rock Station", une émission sur le rock diffusée du lundi au jeudi en troisième partie de soirée.

### Saison 2010-2011
Justin anime de 9h à 13h suivi de Nico entre 9h et 16h. Stéphane et Wendy animent la radio de 16h à 18h30. Marco et Julien Van H animent de 18h30 à 21h. "Le Rézo" est remplacé par l'émission "C'Cauet" présenté par Sébastien Cauet. L'émission est diffusée de 21h à minuit en semaine et un best-of est diffusé le dimanche à partir de 20h.

### Saison 2011-2012
"Le réveil Duroy" succède au 6/9 entre 6h et 9h. Elle est présentée par Olivier Duroy et Isa. Pascal Laroche anime en semaine entre 13h et 16h à partir de septembre 2011. Nico et Wendy animent la radio de 16h à 19h. Julie Van H qui présente toute la semaine et en prime time, "Génération NRJ". En 2011, le NRJ Hit List, le classement des 40 titres les plus téléchargés, est présenté par Julien — en collaboration avec itunes —, tous les samedis.."Guillaume Radio 2.0 est la nouvelle émission de libre antenne nocturne, similaire à C'Cauet mais laissant plus de place à la libre antenne et aux canulars téléphoniques. Elle est diffusée de minuit à 3h en semaine et de 21h à minuit le dimanche. La radio propose à partir du 27 août 2011 un best-of de l'émission Manu dans le 6/9 diffusée sur NRJ en France. Le best-of est diffusé tous les samedis entre 7h et 10h.

### Saison 2012-2013
Marco prend la place de Nico pour "Marco & Wendy" du lundi au vendredi entre 16h et 19h à partir du 18 février 2013. La station programme tous les samedis "Le Hit NRJ" avec Marco et diffuse le classement des 30 hits les plus diffusés sur la radio.

### Saison 2013-2014
"Le Réveil Duroy" est désormais diffusé jusqu'à 10h. La radio propose également "Le hit des auditeurs" du lundi au vendredi de 19h à 20h. L'émission "C'Cauet" commence désormais à 20h pour se terminer à 23h. "Guillaume Radio 2.0" commence à 23h et se termine à 2h."NRJ Extravadance" est proposé tous les samedis de 20h à minuit avec Kévin et les DJ's résidents. Transfuge de Radio Contact à NRJ, Lionel anime le samedi de 12h à 16h et le dimanche de 11h à 14h.

### Saison 2014-2015
"C'Cauet" commence désormais à 19h et se termine à 22h. "Guillaume Radio 2.0" débute à 22h pour se terminer à 1h.

### Saison 2015-2016
Michaël Espinho fait son retour sur la station belge et propose "MIKL" entre 1h et 4h.

### Saison 2016-2017
Le 16 avril 2017, L'Euro Hot 30 fait son retour sur la station. Elle est présentée par Lionel le dimanche de 10h à midi.

### Saison 2017-2018
Guillaume Pley propose son émission "Guillaume Radio" de 20h à 23h à partir du 28 août 2017. L'émission est également retransmise en Belgique. "Terminé Bonsoir", une nouvelle libre antenne 100 % belge est lancée et est présentée par Marco et Frisko du lundi au jeudi à partir de 23h.

### Saison 2018-2019

Logo de l'émission "Le 6/9" de 2018 à 2019.

La matinale est modifiée et le 6/9 fait son retour sur NRJ. Elle est animée par Marco, JerM et Frisko,. Par ailleurs, Camille propose le "Before du 6/9". Vinz Kanté anime une émission de libre antenne à partir du 27 août 2018 du lundi au vendredi de 21h à minuit, avec Nigel et Lara Bellerose,. L'émission gagne une heure à partir du 22 avril 2019, pour être diffusée à partir de 20h.

### Saison 2019-2020
La matinale évolue et devient "Le Wake Up Show". Tanguy propose le best-of de l'émission "C'Cauet" avec Sébastien Cauet de 16h à 20h. Olivier Duroy et Audrey Piolé animent "Les Fous Duroy" du lundi au vendredi de 20h à minuit,. À partir de janvier 2020, David Kauffman anime « Captain Kauffman » le dimanche soir de 20h à minuit.

### Saison 2020-2021
La matinale évolue et accueille Julie Taton dans le Wake Up Show avec Shalimar, JerM et Tanguy, elle est désormais diffusée en télé et en simultané sur AB3. 

Dylan rejoint l'émission "C'Cauet" avec Sébastien Cauet de 15h à 20h, il sera ensuite remplacé par Mike. 

Olivier Duroy et Audrey Piolé animent "Les Fous Du Soir" du lundi au vendredi de 20h à minuit,.

David Kauffman anime « Captain Kauffman », le dimanche soir de 20h à minuit.

### Saison 2022-2023
La matinale est rebaptisée "Julie Taton sur NRJ". L'équipe reste identique avec Shalimar, JerM et Tanguy. Elle est toujours diffusée en télé et en simultané sur AB3.
Jadoul rejoint l'émission "C'Cauet" avec Sébastien Cauet de 15h à 19h.
Dès 19h, Mike anime les soirées de NRJ accompagné de Coralie et de Ivo. Ivo ne reste pas longtemps et est vite remplacé par Jef puis par Julien.

### Internet
Début octobre 2006, NRJ Belgique a lancé un nouveau service via son site Internet NRJ @ la demande. NRJ @ la demande permet à chacun d’écouter ou de réécouter, à tout moment, les émissions phares de la chaîne.

### NRJ Hits TV
NRJ Belgique a mis en ligne en août 2014 sa propre web TV diffusant des vidéoclips non-stops 24h/24 ainsi que des programmes événementiels tel que le NRJ In The Park en direct de Charleroi et des interviews d'artistes belges.
NRJ Hits TV était disponible chez les opérateurs VOO, Orange, Proximus et Télénet.

## Audiences
S'agissant de l'audience de NRJ Belgique, on[Qui ?] relève les chiffres suivants :
- Le 24 mai 2005, selon la vague CIM 7, NRJ Belgique franchit le cap million d'auditeurs.
- Selon les résultats de la vague CIM 14, NRJ Belgique est la 6e radio la plus écoutée avec 358 260 auditeurs par jour, ce qui correspond à 5,9 % des parts de marché ;
- Selon les résultats de la vague CIM 15, NRJ Belgique est la 6e radio la plus écoutée avec 5,5 % des parts de marché ;
- Selon les résultats de la vague CIM 16, NRJ Belgique est la 6e radio la plus écoutée avec 328 440 auditeurs par jour ce qui correspond à 5 % des parts de marché ;
- Selon les résultats de la vague CIM 17, NRJ Belgique reste la 6e radio la plus écoutée avec 317 150 auditeurs par jour ce qui correspond à 4,94 % des parts de marché ;
- Selon les résultats de la vague CIM 18, NRJ Belgique reste la 6e radio la plus écoutée avec 321 300 auditeurs par jour ce qui correspond à 5,64 % des parts de marché, soit une augmentation 4 120 auditeurs par jour, ce qui correspond à e 0,7 % de part de marché ;
- Selon les résultats de la vague CIM 19, NRJ Belgique reste la 6e radio la plus écoutée avec 279 270 auditeurs par jour ce qui correspond à 4,98 % des parts de marché, soit une diminution de 42 030 auditeurs par jour.
- Selon les résultats de la vague CIM 20, NRJ Belgique est écoutée par 339.273 auditeurs quotidiens pour une PDM de 6.4%.